# Steve Neumann
Stephen Neumann (New Hope, 2 oktober 1991) is een Amerikaans profvoetballer. In 2014 tekende hij een contract bij New England Revolution uit de Major League Soccer.

## Clubcarrière
Neumann werd als vierde gekozen in de MLS SuperDraft 2014 door New England Revolution. Zijn debuut maakte hij op 5 april 2014 tegen DC United. In zijn eerste seizoen bij de club speelde hij in drieëntwintig competitiewedstrijden.